# Éparchie de Timișoara
L'éparchie de Timișoara (en serbe cyrillique : Епархија темишварска ; en serbe latin : Eparhija temišvarska) est une éparchie, c'est-à-dire une circonscription de l'Église orthodoxe serbe. Elle a son siège à Timișoara en Roumanie et, en 2016, elle a à sa tête l'évêque Lukijan.

## Monastères
L'éparchie de Timișoara abrite 4 monastères :
| Français                | Serbe cyrillique     | Datation   | Emplacement | Photo                                      |
| ----------------------- | -------------------- | ---------- | ----------- | ------------------------------------------ |
| Monastère de Baziaş     | Манастир Базјаш      | 1225       | Baziaş      | Monastère serbe saint Sava de Baziaș       |
| Monastère Saint-Georges | Манастир Свети Ђурађ | 1485       | Gătaia      | Monastère serbe saint Georges de Sângeorge |
| Monastère de Zlatița    | Манастир Златица     | 1367       | Zlatița     |                                            |
| Monastère de Bezdin     | Манастир Бездин      | Avant 1539 | Munar       | Monastère Bezdin de Munar                  |